# Cavaria praesens
Cavaria praesens är en mossdjursart som beskrevs av Ferdinand Canu och Ray Smith Bassler 1930. Cavaria praesens ingår i släktet Cavaria och familjen Plagioeciidae. Inga underarter finns listade i Catalogue of Life.